# Colaciticus johnstoni
Espèce
Synonymes
- Monethe johnstoni Dannatt, 1904

Colaciticus johnstoni est un insecte lépidoptère appartenant à la famille  des Riodinidae et au genre Colaciticus .

## Systématique
L'espèce Colaciticus johnstoni a été initialement décrite en 1904 par le lépidoptériste britannique Walter Dannatt (d) (1863-1940) sous le protonyme de Monethe johnstoni.

## Description
L'holotype de Colaciticus johnstoni, un mâle aux ailes orange bordées de noir, présente une envergure de 38 mm.

## Écologie et distribution
Chorinea johnstoni est présent en Guyana et au Brésil.

### Protection
Pas de statut de protection particulier.

## Étymologie
Son épithète spécifique, johnstoni, lui a été donnée en l'honneur d’Johnston (1858-1927), botaniste, écrivain et explorateur britannique.

## Publication originale
- (en) Walter Dannatt, « Descriptions of Three New Butterflies », The Entomologist, Londres, Inconnu, vol. 37, no 494,‎ juillet 1904, p. 173-174 (ISSN 0013-8878, OCLC 7322611, lire en ligne).